# Madonna de Montefiore
La Madonna de Montefiore es un pintura al temple y oro sobre tabla de 180 x 65 cm de Carlo Crivelli, datada hacia 1471 y conservada en los Museos Reales de Bellas Artes de Bélgica en Bruselas. Está firmado "CAROLVS CRIVELLVS VENETVS PINSIT". Era el panel central del separado Políptico de Montefiore dell'Aso.

## Historia
El políptico, en la iglesia de San Francisco de Montefiore dell'Aso, fue desmembrado en el siglo XIX y, a excepción de los paneles que permanecieron en Montefiore (el denominado Tríptico de Montefiore), pasó al anticuario romano Vallati en 1858, y dispersados en el mercado del arte. La Madonna y el San Francisco fueron vendidos en 1862 al museo de Bruselas.
Citada en una monografía sobre el pintor por primera vez en el año 1900 por Rushforth (que, sin embargo, no mencionó el políptico), fue reconocida solo por Zampetti en 1952 y comparada con los otros compartimentos, al que siguió el estudio de Federico Zeri en 1961.

## Descripción y estilo
Comparada con otras Madonnas de Crivelli y con los mismos santos de su políptico, esta Maestà (Virgen entronizada, coronada y sedente en un trono, como Reina del Cielo), parece bastante sobria. Sentada sobre un trono marmóreo de líneas sencillas, María se proyecta hacia delante mediante una sencilla tela colgando a lo largo del respaldo. La particular forma semicircular de la peana, en perspectiva, acentúa este sentido de artificiosidad espacial.
María luce un vestido rosa que se arruga con pliegues profundos, ceñido a la cintura con un cinturón de tela y con bordados de oro en puños y cuello donde también los acompañan perlas. Lo cubre un manto pesado de color verde oscuro, con bordados dorados en forma de granadas estilizadas. Tiene la cabeza reclinada bajo una corona de oro, perlas y piedras preciosas, sobre un doble velo, uno finísimo y semitransparente bajo otro blanco con bordados dorados y flecos azules en la orla. La corona está decorada con tres flores altas con gemas centrales, una alusión al escudo de armas de Montefiore dell'Aso.  
El Niño está de pie en equilibrio sobre su regazo, con los brazos cruzados protegidos por la mano de la madre y con la mirada que busca tiernamente los ojos de María. Viste una túnica corta abierta sin mangas sobre una camisa de tela ligerísima y transparente.
Como en otras obras del artista el punto de apoyo de la composición se encuentra en las manos, en este caso las de María que son largas y afiladas, recorridas por tendones y venas pulsantes, mientras compone un gesto que, a pesar de su sencillez, es ligeramente recalcado de manera casi teatral.